# A836 road
Die A836 road ist eine fast 200 Kilometer lange A-Straße in der schottischen Council Area Highland. Sie beginnt nördlich von Tain am Meikle Ferry Roundabout, einem Kreisverkehr mit der A9, unmittelbar südlich der 1991 fertiggestellten Dornoch Firth Bridge. Von dort führt sie in Richtung Nordwesten über Lairg und weiter nach Norden bis an die Nordküste bei Tongue. Von Tongue aus verläuft sie nach Osten, immer parallel zur Küste über Thurso bis John o’ Groats an der Nordostspitze Schottlands.

## Verlauf
Vom Kreisverkehr mit der A9 führt die A836 zunächst nach Westen. Bei Edderton passiert sie die Whiskydestillerie Balblair. Zwischen Ardgay und Bonar Bridge, wo die von Dornoch kommende A949 einmündet, quert sie den in den Dornoch Firth mündenden Kyle of Sutherland, dem sie auf dessen linken Ufer folgt. Die Brücke stellt zugleich die Grenze zwischen den benachbarten Grafschaften Ross-shire südlich des Dornoch Firth und Sutherland nördlich des Dornoch Firth dar. Nach dem Abzweig der an die Westküste führenden A837 nördlich von Invershin verläuft die A836 in Richtung Norden. In Höhe des Abzweigs steht westlich der Straße der Menhir von Invershin Farm.
In Lairg, dem größten Ort in diesem dünn besiedelten Teil von Sutherland, kreuzt die A839, die nach Westen an die A837 anschließt und nach Osten die Verbindung in Richtung Golspie, Brora und weiteren Orten der Ostküste herstellt. Nördlich von Lairg zweigt die A838 ab, die über die Westküste nach Durness führt und in Tongue wieder auf die A836 trifft. Ab dem Abzweig geht die bislang durchgehend zweispurige A836 in eine einspurige Single track road über. Diese verläuft mehr als 50 Kilometer nach Norden bis Tongue. Abgesehen von einigen einzeln gelegenen Cottages befindet sich mit Altnaharra lediglich eine kleine Ansiedlung auf diesem Abschnitt. 

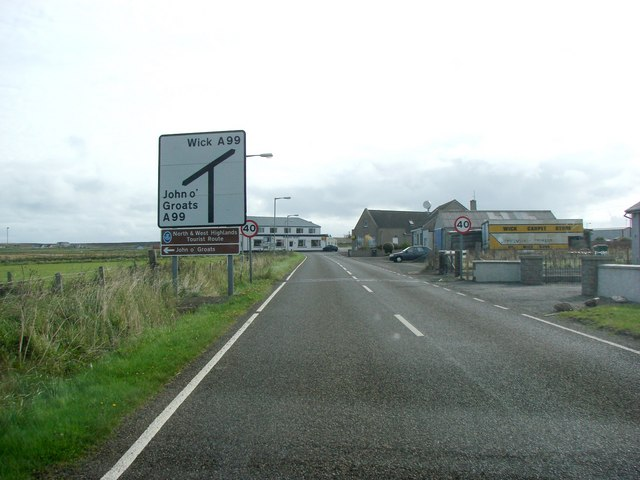
Endpunkt der A836 in John o’ Groats

Ab Tongue verläuft die A838 bis zu ihrem Endpunkt in John o’ Groats fast durchgängig in geringem Abstand zur Nordküste. Zwischen Tongue und kurz hinter Bettyhill finden sich weitere einspurige Abschnitte, weiter östlich ist die A836 wieder zweispurig ausgebaut. Sie passiert diverse entlang der Küste aufgereihte kleinere Ansiedlungen. Östlich der Abzweigung der nach Süden nach Helmsdale führenden A897 wechselt die A836 von Sutherland nach Caithness. Ebenfalls an der A836 liegt das Kernkraftwerk Dounreay. Östlich von Dounreay erreicht die A836 Thurso, die größte Stadt in Caithness. Hier wird wieder die A9 erreicht, die die A836 in Thurso kreuzt und zum Fährhafen Scrabster führt. Von Thurso verläuft die A836 südlich von Dunnet Head weiter durch Caithness, vorbei am Castle of Mey, bis zu ihrem Endpunkt an der Einmündung in die A99 in John o’ Groats, der nordöstlichsten Ortschaft der Insel Großbritannien.
Zwischen Tongue und John o’ Groats ist die A836 Teil der Ferienstraße North Coast 500.

## Geschichte
Ursprünglich gehörte der Abschnitt zwischen Meikle Ferry und Bonar Bridge zur A9, bis diese nach dem Bau der Dornoch Firth Bridge erheblich verkürzt werden konnte. Als A836 wurde zunächst nur der Abschnitt zwischen Bonar Bridge und Tongue bezeichnet. Ende der 1920er Jahre wurde die A836 von Tongue bis nach Thurso verlängert, dieser Abschnitt war zuvor noch nicht als A road eingeordnet gewesen. Nach Süden wurde die A836 zugleich bis Skiach, eine Einmündung in die A9, westlich von Alness, verlängert. 1935 erfolgte eine erneute Verlängerung von Thurso bis zum heutigen Endpunkt in John o’ Groats, dieser Abschnitt war zuvor als eigenständige A882 (heute die Bezeichnung der direkten Verbindung von Thurso nach Wick) geführt worden. Mit der Führung nach Meikle Ferry wurde der Abschnitt bis Skiach 1991 zur B9176 abgestuft.